# Tour de France de 1952
O Tour de France 1952 foi a 39º Volta a França, teve início no dia 25 de Junho e concluiu-se em 19 de Julho de 1952. A corrida foi composta por 23 etapas, no total mais de 4807 km, foram percorridos com uma média de 31,739 km/h.

## Resultados

### Classificação Geral
| Pos | Nome             | País    | Tempo (Avg. Speed)         |
| --- | ---------------- | ------- | -------------------------- |
| 1   | Fausto Coppi     | Itália  | 151h 57' 20" (32.233 km/h) |
| 2   | Stan Ockers      | Bélgica | 28' 17"                    |
| 3   | Bernardo Ruiz    | Espanha | 34' 38"                    |
| 4   | Gino Bartali     | Itália  | 35' 25"                    |
| 5   | Jean Robic       | França  | 35' 36"                    |
| 6   | Fiorenzo Magni   | Itália  | 38' 25"                    |
| 7   | Alex Close       | Bélgica | 38' 32"                    |
| 8   | Jean Dotto       | França  | 48' 01"                    |
| 9   | Andrea Carrea    | Itália  | 50' 28"                    |
| 10  | Antonio Gelabert | Espanha | 58' 16"                    |